# Scombriformes
Scombriformes, red riba zrakoperki iz klade Percomorpha. Postoji desetak porodica

## Porodice
Scombroidei
- Gempylidae T. N. Gill, 1862, ljuskotrnke
- Scombridae Rafinesque, 1815, Skušovke
- Trichiuridae Rafinesque, 1810, Zmijičnjaci

Stromateoidei
- Amarsipidae Haedrich, 1969
- Ariommatidae Haedrich, 1967
- Centrolophidae, pastiri
- Nomeidae, krilaši
- Tetragonuridae
- Stromateidae, plotice

Ostale porodice
- Arripidae
- Bramidae, Grboglavke
- Caristiidae
- Chiasmodontidae
- Icosteidae
- Pomatomidae, Strijelke
- Scombrolabracidae